# فورربونکر
فورربونکر یا پناهگاه پیشوا(فورر) (آلمانی: Führerbunker) پناهگاه آدولف هیتلر، پیشوای آلمان بود که در زیر ساختمان صدارت عظمای رایش در برلین بنا شد. این مکان آخرین مرکز فرماندهی هیتلر در جریان جنگ جهانی دوم بود.
این مکان پس از جنگ به‌دست روس‌ها ویران شد.

## جستار های وابسته
- آشیانه گرگ
- معماری در ناسیونال سوسیالیسم